# جاي إرول بويد
جاي إرول بويد (بالإنجليزية: James Erroll Dunsford Boyd)‏ هو طيار أمريكي وكندي، ولد في 22 نوفمبر 1891 في تورونتو في كندا، وتوفي في 27 نوفمبر 1960 في بومبانو سيتي في الولايات المتحدة.